# 路易丝·奥托
路易丝·奥托（德語：Louise Otto，1896年8月30日—1975年3月9日），德国女子游泳运动员。她曾代表德国参加1912年夏季奥林匹克运动会游泳比赛，获得女子4×100米自由泳接力银牌。